# Kataklysm
I Kataklysm sono un gruppo death metal canadese formatosi nel 1991. Chiamano il loro stesso stile "Northern Hyperblast", riferendosi all'estrema velocità dovuto all'uso repentino del Gravity roll (una variante della tecnica Blast beat) che il batterista inserisce nella musica: in particolare, uniscono lo stile del Nord-Europa (Melodic death metal) con il Brutal death metal tipicamente americano. Il gruppo ha avuto molti cambi di formazione.

## Formazione

### Formazione attuale
- Maurizio Iacono - voce, basso
- Jean-Francois Dagenais - chitarra
- Stephane Barbe - basso
- James Payne - batteria

### Ex componenti
- Sylvain Houde - voce
- Martin Murais - batteria
- Nick Miller - batteria
- Ariel Saied - batteria
- Max Duhamel - batteria
- Oliver Beaudoin - batteria

## Discografia
Album in studio
- 1995 - Sorcery

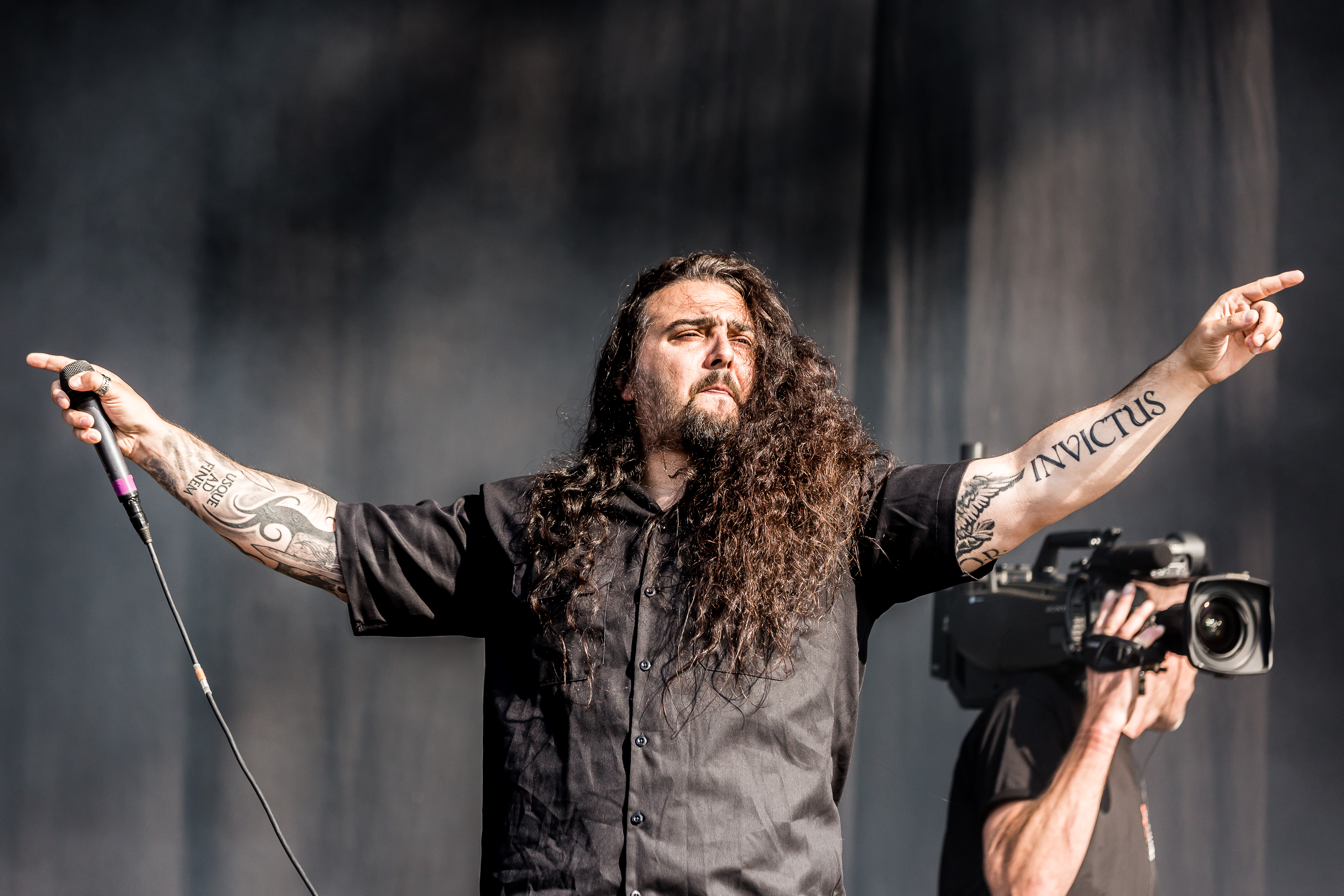
Maurizio Iacono al With Full Force Summer Open Air 2018

- 1996 - Temple of Knowledge (Kataklysm Part III)
- 1998 - Victims of this Fallen World
- 2000 - The Prophecy (Stigmata of the Immaculate)
- 2001 - Epic: The Poetry of War
- 2002 - Shadows & Dust
- 2004 - Serenity in Fire
- 2006 - In the Arms of Devastation
- 2008 - Prevail
- 2010 - Heaven's Venom
- 2013 - Waiting for the End to Come
- 2015 - Of Ghosts and Gods
- 2018 - Meditations
- 2020 - Unconquered

Live
- 1998 - Northern Hyperblast Live
- 2007 - Live In Deutschland - The Devastation Begins

Demo
- 1992 - The Death Gate Cycle of Reincarnation
- 1993 - The Vortex of Resurrection
- 1993 - Rehearsal

EP
- 1993 - The Mystical Gate of Reincarnation
- 1994 - Vision the Chaos

Split
- 2001 - Nuclear Blast Festivals 2000 con Raise Hell, Destruction, Hypocrisy e Crematory
- 2003 - Hypocrisy/Kataklysm/Disbelief

## Videografia
- 2007 - Live in Deutschland - The Devastation Begins DVD